# Partij voor de Wedergeboorte van Rusland
De Partij voor de Wedergeboorte van Rusland (Russisch: Па́ртия Возрожде́ния Росси́и, Partija Vozrozjdenija Rossii, PVR) was een sociaaldemocratische en gematigd nationalistische partij in Rusland die in 2002 werd opgericht.

## Geschiedenis
De PVR werd op 7 september 2002 opgericht door Gennadi Seleznjov (1947-2015), die eerder dat jaar uit de Communistische Partij van de Russische Federatie (KPRF) was gestoten vanwege zijn kritiek op de partijkoers. Seleznjov was op dat moment voorzitter van de Staatsdoema. Voor de parlementsverkiezingen van 2003 ging de PVR een coalitie aan met de Russische Partij van het Leven en de partijen kregen gezamenlijk 1,9% van de stemmen, omgerekend waren dat 3 zetels. Bij de verkiezingen van 2007 vormde de PVR een coalitie met de Patriotten van Rusland, maar wist deze keer geen zetels te veroveren. 
In september 2008 werd de registratie van partij op last van het hooggerechtshof ongedaan gemaakt. In november 2012 werd de partij op initiatief van Seleznjov opnieuw opgericht en een jaar later geregistreerd. Seleznjov overleed in 2015 en werd als partijleider opgevolgd door Igor Asjoerbeyli (*1963). Bij lokale verkiezingen in 2018 boekte de partij een aantal successen. In 2021 slaagde de partij er niet in om zich te laten registreren voor de regionale verkiezingen van dat jaar voor de wetgevende vergadering van het Oblast Nizjni Novgorod.

## Ideologie
De ideologie van de partij is gebaseerd op vier pijlers: sociale rechtvaardigheid, sociale zekerheid, democratie en patriottisme en het geestelijk welzijn van het volk en de onderlinge solidariteit van de volkeren in Rusland. De PVR streeft naar een sterke staat, staatsbemoeienis met de economie en de ontwikkeling van het midden- en kleinbedrijf.